# Cleavon Little
Cleavon Little (1 de junio de 1939 - 22 de octubre de 1992) fue un actor estadounidense de cine y televisión. 

## Biografía

### Primeros años
Little nació en Oklahoma, EE. UU. Era hermano de la cantante DeEtta Little, conocida por su interpretación de la canción "Gonna Fly Now", tema principal de Rocky. Se crio en California y en un principio asistió al San Diego City College y luego en la San Diego State University, donde obtuvo una licenciatura en artes dramáticas.
Después de recibir una beca para estudios de posgrado en Julliard, Little fue entrenado en la American Academy of Dramatic Arts.

### Comienzos de su carrera
Little comenzó a actuar a finales de la década de 1960 en teatro. En el año 1970, actuó en la producción de Broadway Purlie, por la que tuvo un premio Drama Desk y un Tony. En 1971, actuó en la película The Homecoming: A Christmas Story, producción de Los Walton. En 1971, actuó en el film de culto Vanishing Point, donde interpretó a Super Soul, conductor de radio de rock ciego. En 1972, hizo el papel del Dr. Jerry Noland, en la sitcom de ABC Temperatures Rising. Dos años más tarde, interpretó al Sheriff Bart en la comedia Blazing Saddles, en 1974. 
En la década de 1980, siguió apareciendo en producciones teatrales, películas y en apariciones como invitado en series de televisión. En 1989, ganó un Premio Primetime Emmy al mejor actor invitado en la comedia de NBC Dear John. De 1991 a 1992, actuó en la sitcom True Colors. Su última aparición en televisión fue en Tales from the Crypt, en 1992.

### Últimos años de carrera
Después de Blazing Saddles, Little apareció en las películas Greased Lightning, FM, High Risk, Scavenger Hunt, Jimmy the Kid, Surf II y Toy Soldiers. Little también apareció en las series The Mod Squad, The Waltons, The Roockies, Police Story, The Rockford Files, The Love Boat, La isla de la fantasía, ABC Afterschool Specials, The Fall Guy, MacGyver y ALF. 
En 1989, apareció en la serie Dear John, por la que ganó un Emmy como actor invitado, derrotando a Robert Picardo, Jack Gilford, Leslie Nielsen y Sammy Davis, Jr..
Little tenía un papel en Fletch Lives, la secuela de Fletch, de 1985. El actor coprotagonizó junto a Lauren Hutton y Jim Carrey la comedia de terror Once Bitten, de 1985. En 1988, Little regresó a Broadway para aparecer como Midge en I'm Not Repport, de Herb Gardner, junto a Jace Alexander y Mercedes Ruehl. 
Little fue contratado para protagonizar la serie de televisión Mr. Dugan, donde iba a hacer de un congresista negro, pero la serie fue mal recibida por congresistas negros y fue cancelada antes de salir al aire. En 1991, reemplazó a Frankie Faison como Ronald Freeeman, un dentista negro casado con una ama de casa blanca, en la sitcom True Colors. Ese mismo año, tuvo un papel secundario en la serie de TV Bagdad Cafe, apareciendo en 12 episodios. Posteriormente fue contratado para interpretar a un abogado de derechos civiles en el docudrama Separate But Equal, protagonizada por Sidney Poitier. También apareció en la serie de televisión MacGyver, como Frank Colton, junto a Richard Dean Anderson y Dana Elcar.

### Muerte
La última aparición de Little fue Tales from the Crypt. El actor tenía problemas de úlcera y problemas en el estómago durante sus últimos años y se le detectó cáncer colorrectal. Little falleció el 22 de octubre de 1992, a los 53 años. Sus cenizas fueron esparcidas al océano Pacífico. 